# Петрошани
Петрошани  — город в центральной части Румынии, жудец Хунедоара. Население — 43,9 тыс. жителей (2007).

## История
Город был основан в XVII веке (в районе 1640 года).
По переписи населения 1818 года в Петрошани проживало 233 человека, а во всей долине их насчитывалось 2550. Основным занятием населения тогда было скотоводство.
В 1840 году около Петрошани началась добыча угля.
Активный рост населения Петрошани начался лишь в XX веке во время коммунистического режима, когда большое количество рабочих переселилось в Петрошани изо всех концов страны.

## География
Петрошани расположена в долине Жиу, которая выходит в национальный парк Ретезат.

## Национальности
- 40 407 — Румыны
- 3 815 — Венгры
- 275 — Немцы